# مایوت
مایوت یا مِیوت (به فرانسوی: Mayotte) یک کشور جزیره‌ای در قاره آفریقا واقع در جنوب غربی اقیانوس هند است. مایوت در تاریخ ۲۹ مارس ۲۰۰۹ با ۹۵٫۲ درصد آرا خواستار الحاق قطعی خود به فرانسه شد.
در سال ۲۰۱۱ این امر به وقوع پیوست و مایوت رسماً به جزایر ماورا بحار فرانسه که در گذشته مستعمره فرانسه و امروزه بخشی از خاک آن به‌شمار می‌روند اضافه شد.
طبق گزارشی از INSEE که در سال ۲۰۱۸ منتشر شد، ۸۴٪ از جمعیت زیر خط فقر زندگی می‌کنند (که برای هر خانوار ۹۵۹ یورو در ماه تعیین شده است)، در حالی که این رقم در فرانسه متروپولیتن ۱۶٪ است. ۴۰٪ از مسکن‌ها کلبه‌های فلزی موج‌دار هستند، ۲۹٪ از خانوارها آب شرب ندارند و ۳۴٪ از ساکنان بین ۱۵ تا ۶۴ سال شغل ندارند. در سال ۲۰۱۹، با رشد سالانه جمعیت ۳.۸٪، نیمی از جمعیت کمتر از ۱۷ سال سن داشتند. علاوه بر این، به دلیل مهاجرت از جزایر همسایه، ۴۸٪ از جمعیت اتباع خارجی بودند.